# Meridià 135 a l'est
El meridià 135 a l'est de Greenwich és una línia de longitud que s'estén des del pol Nord travessant l'oceà Àrtic, Àsia, l'oceà Índic, l'oceà Antàrtic, Austràlia i l'Antàrtida fins al pol Sud.
El meridià 135 a l'est forma un cercle màxim amb el meridià 45 a l'oest. Com tots els altres meridians, la seva longitud correspon a una semicircumferència terrestre, uns 20.003,932 km. Al nivell de l'Equador, és a una distància del meridià de Greenwich de 15.027 km.

## De Pol a Pol
Començant en el pol Nord i dirigint-se cap al pol Sud, aquest meridià travessa:
| Coordenades                               | País, territori o mar | Notes |
| ----------------------------------------- | --------------------- | --- |
| 90° 0′ N, 135° 0′ E / 90.000°N,135.000°E  | Oceà Àrtic            | |
| 76° 40′ N, 135° 0′ E / 76.667°N,135.000°E | Mar de Làptev         | |
| 71° 30′ N, 135° 0′ E / 71.500°N,135.000°E | Rússia                | Sakhà Krai de Khabàrovsk — des de 59° 6′ N, 135° 0′ E / 59.100°N,135.000°E Província Autònoma dels Hebreus — des de 48° 42′ N, 135° 0′ E / 48.700°N,135.000°E, passa a l'oest de Khabàrovsk (a 48° 25′ N, 135° 7′ E / 48.417°N,135.117°E) Krai de Khabàrovsk — des de 48° 21′ N, 135° 0′ E / 48.350°N,135.000°E Krai de Primórie — des de 47° 11′ N, 135° 0′ E / 47.183°N,135.000°E |
| 43° 27′ N, 135° 0′ E / 43.450°N,135.000°E | Mar del Japó          | |
| 35° 41′ N, 135° 0′ E / 35.683°N,135.000°E | Japó                  | Illa de Honshū — Prefectura de Kyoto — Prefectura de Hyōgo — des de 35° 32′ N, 135° 0′ E / 35.533°N,135.000°E — Prefectura de Kyoto — des de 35° 23′ N, 135° 0′ E / 35.383°N,135.000°E — Prefectura de Hyōgo — des de 35° 17′ N, 135° 0′ E / 35.283°N,135.000°E illa d'Awaji — des de 34° 36′ N, 135° 0′ E / 34.600°N,135.000°E — Hyōgo                                             |
| 34° 33′ N, 135° 0′ E / 34.550°N,135.000°E | Badia d'Osaka         | |
| 34° 17′ N, 135° 0′ E / 34.283°N,135.000°E | Oceà Pacífic          | Passa a l'est de l'illa de Noemfoor, Indonèsia (a 1° 2′ S, 134° 59′ E / 1.033°S,134.983°E) · passa a l'oest de l'illa de Mios Num, Indonèsia (a 1° 30′ S, 135° 6′ E / 1.500°S,135.100°E) |
| 3° 19′ S, 135° 0′ E / 3.317°S,135.000°E   | Indonèsia             | Illa de Nova Guinea |
| 4° 20′ S, 135° 0′ E / 4.333°S,135.000°E   | Mar d'Arafura         | Passa a l'est de les illes Aru, Indonèsia (a 6° 19′ S, 134° 54′ E / 6.317°S,134.900°E) |
| 12° 13′ S, 135° 0′ E / 12.217°S,135.000°E | Austràlia             | Territori del Nord Austràlia Meridional — des de 26° 0′ S, 135° 0′ E / 26.000°S,135.000°E |
| 33° 44′ S, 135° 0′ E / 33.733°S,135.000°E | Oceà Índic            | Les autoritats australianes consideren això com a part de l'oceà Antàrtic[3][4] |
| 60° 0′ S, 135° 0′ E / 60.000°S,135.000°E  | Oceà Antàrtic         | |
| 65° 21′ S, 135° 0′ E / 65.350°S,135.000°E | Antàrtida             | Territori Antàrtic Australià, reclamat per Austràlia |